# Gabriel Sudan
Gabriel Sudan (n. 14 aprilie 1899, București, România – d. 22 iunie 1977) a fost un matematician român, profesor de arhitectură la Institutul de arhitectură „Ion Mincu” din București.

## Biografie
Are contribuții de seamă în teoria funcțiilor recurente, precum și în teoria numerelor ordinale transfinite; a definit punctele singulare ale unei funcții transfinite și a rezolvat problema lui Hessenberg referitoare la forma normală. A dat numeroase teoreme de teoria numerelor cu demonstrații elegante privind algoritmul lui Euclid în corpuri pătratice, geometria fracțiilor continue etc.
A fost membru corespondent al Academiei de Științe din România începând cu 4 iunie 1937.

## Lucrări
- Geometrizarea fracțiilor continue, 1959;
- Cîteva probelme matematice interesante, București, Editura Tehnică, 1969.

## Distincții
- Ordinul Muncii clasa a III-a (14 septembrie 1953)[2]
- titlul de Profesor Emerit al Republicii Populare Romîne (18 august 1964) „pentru activitate deosebită în domeniul cercetării științifice și contribuție la dezvoltarea învățămîntului superior”[3]